# Jeffrey Mace
Jeffrey Solomon "Jeff" Mace, também conhecido como o Patriota e Capitão América, é um personagem fictício, um super-herói que aparece nas revistas em quadrinhos americanas publicados pela Marvel Comics. O personagem foi criado durante a década de 1940, um período que fãs e historiadores chamam de a Era de Ouro dos quadrinhos. Como o Patriota, ele apareceu pela primeira vez em Tocha Humana #4 (Primavera de 1941), publicado pela Timely Comics.
Em 1976, a Marvel revelou via continuidade retroativa que Mace se tornou o terceiro Capitão América algum tempo depois de suas aventuras na era da Segunda Guerra Mundial. Ele também é tio do General Thunderbolt Ross.

## Biografia ficcional
Jeffrey Mace nasceu em Brooklyn, Nova York. Ele era um repórter no Clarim Diário, que foi inspirado para se tornar um super-herói depois de ver o Capitão América em ação. Como o Patriota, Mace se torna um dos vários super-heróis que lutam contra sabotadores nazistas e supervilões durante a Segunda Guerra Mundial, às vezes ao lado de sua companheira Mary Morgan, também conhecida como Miss Patriota. Ele ajuda a encontrar a equipe de super-heróis conhecida como a Legião da Liberdade, faturada como "os heróis da frente de casa da América" que lutam contra sabotadores, quinto-colunistas e outras ameaças de guerra dentro dos Estados Unidos.
Depois da guerra, o Patriota continua a combater o crime em uma base regular, eventualmente ajudando o Esquadrão Vitorioso evitar o assassinato de um jovem senador John Fitzgerald Kennedy em 1946. A escaramuça custa a vida do segundo Capitão América, William Naslund, anteriormente o Espírito de 76. Mace é recrutado para ser o terceiro Capitão América,, se aposentando em 1949.

## Em outras mídias
- Jeffrey Mace aparece na série de televisão Agents of S.H.I.E.L.D. do Universo Cinematográfico Marvel, interpretado por Jason O'Mara. Introduzido no episódio "Meet the New Boss", ele é o novo diretor da S.H.I.E.L.D. e é apresentado ao público como um Inumano com super-força. O presidente Matthew Ellis nomeou-o na recomendação de Phil Coulson para tentar restaurar a confiança do público após a proibição de Steve Rogers.[2]

- Jason O'Mara reprisa seu papel em uma série digital de seis partes intitulada Agents of S.H.I.E.L.D.: Slingshot.[3] Esta série digital atua como um prólogo à quarta temporada de Agents of S.H.I.E.L.D..[4]